# Anna Paulownalaan 3 (Baarn)
De vrijstaande woning aan de Anna Paulownalaan 3 is een landhuisje in Baarn in de provincie Utrecht. Het gebouw staat bij de kruising van de Anna Paulownalaan met de Hertog Hendriklaan.
Het huis kreeg in 1920 een dwarse uitbouw, evenwijdig aan de Anna Paulownalaan, in opdracht van A.S. van Wezel die in villa Dennenhorst aan de Gerrit van der Veenlaan woonde. Mogelijk was het huis bestemd als tuinmanswoning. 
Architecten van de aanbouw waren P.P.H.N. Briët en A. van der Steur.